# Country Club

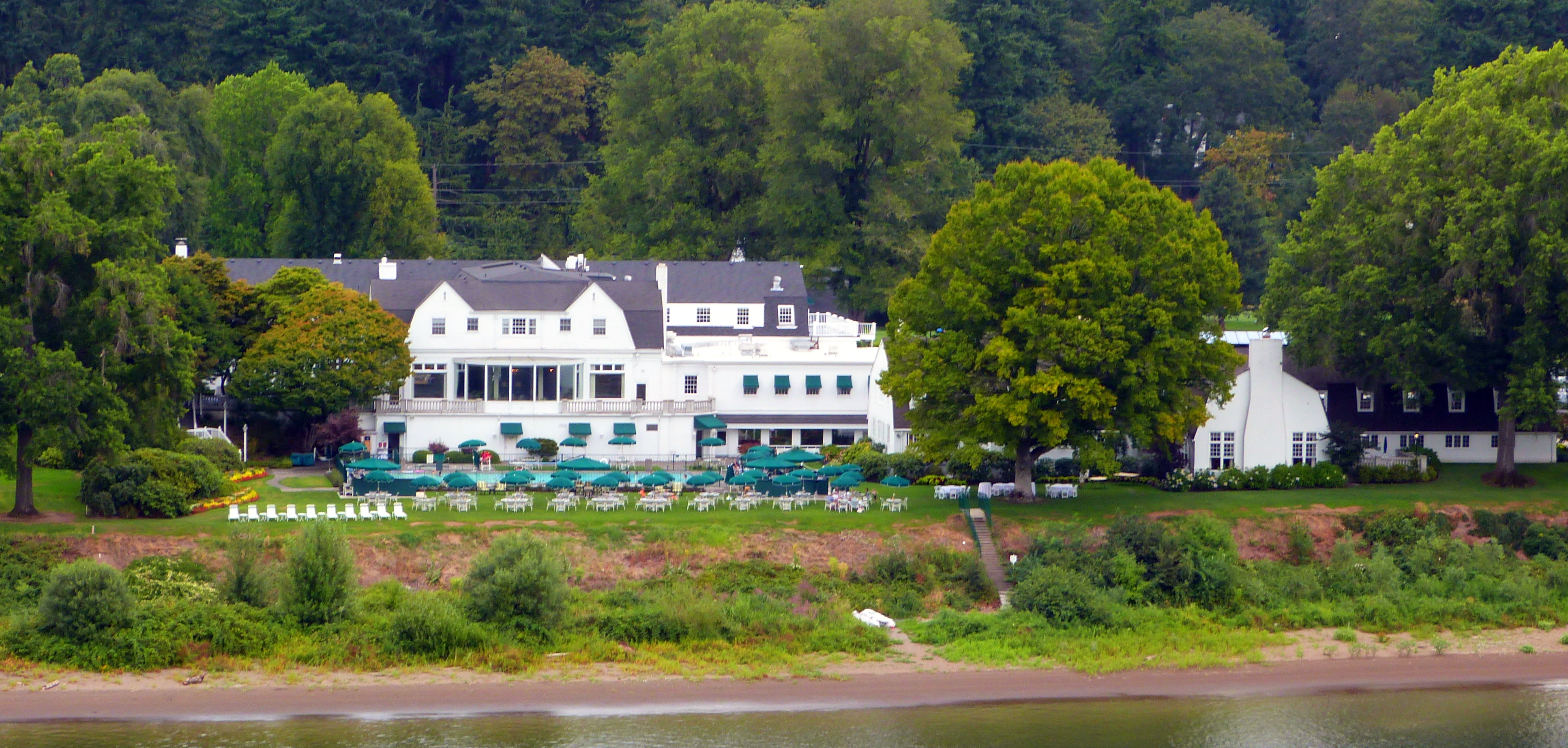
Waverley Country Club in Oregon, USA

Ein Country Club (in einigen Ländern als Kurzform auch Country) ist ein von einem Club oder Verein mit exklusiven Zugangsvoraussetzungen betriebenes parkähnliches Areal mit Sport- und Erholungsanlagen in ländlichen Gebieten oder an der Peripherie von Großstädten. In Lateinamerika ist das Konzept auch als El Country bekannt.
Dabei wird der Begriff sowohl für die Anlage als auch für den betreibenden Club oder Verein gebraucht. Der Begriff wird auch für geschlossene Wohnanlagen inmitten solcher Erholungsparks benutzt. Genauso nähern sich Country Clubs mit Wohnmöglichkeiten für die Mitglieder innerhalb der Anlagen an Gated Communities an.

## Country Club als Erholungsanlage
Als Erholungsanlage bieten Country Clubs für ihre Mitglieder neben Sportanlagen und Erholungsarealen auch Unterkunftsmöglichkeiten und Gastronomie. Häufig liegt der Schwerpunkt auf den Sportarten Golf, Tennis und Reitsport. Die Clubs tendieren zu hohen Mitgliedsbeiträgen und restriktiven Aufnahmebestimmungen, so dass sie vor allem von der gehobenen Mittel- und Oberschicht genutzt werden. Die Gebäude sind architektonisch zumeist an die klassische Villa, Ranch oder das Herrenhaus einer Plantage angelehnt.

## Country Club als Wohnanlage in Argentinien
In Argentinien wurden in den 1940er Jahren die ersten Country Clubs eröffnet. Sie waren zunächst reine Erholungsgebiete, in denen die Oberschicht ein Wochenendhaus im Grünen besaß und sich dort Sportarten wie Golf, Reiten und Tennis widmete.
Seit den 1980er Jahren wurden Country-Clubs auch als reine Wohngebiete gebaut, auch im Sinne einer exklusiven Gated Community und erlebten ein zeitweise starkes Wachstum. Dabei spielte für den Boom das Unsicherheitsempfinden in den Großstädten und der Kontakt zur Natur eine Rolle, was dazu führte, dass sich die Oberschicht in diese Clubs zurückzog und diese beinahe nur zum Arbeiten verließ. Dies führte wiederum dazu, dass einige Country Clubs heute oft eine sehr vielfältige Infrastruktur mit Läden, Schulen und Vergnügungsstätten besitzen. 1994 gab es im Großraum Buenos Aires bereits 130 Country Clubs mit insgesamt rund 12.000 Wohneinheiten, die von etwa 33.000 Sicherheitsangestellten bewacht wurden. Diese sind meist ehemalige Angehörige von Polizei und Armee. Das Sozialprestige eines eigenen Hauses in einem Country Club ist hoch, steht aber im Schatten einer eigenen Estancia oder dem Besitz eines Anwesens in Punta del Este.
Ein Trend zurück in den Großstadtbereich bildet sich seit 2000 heraus. Architektonisch lehnen sich nunmehr einige innerstädtische Clubs und Sportstätten an die Landhaus- und Villenarchitektur der Country Clubs an.

## Country-Club-Mitgliedschaft als politischer Kampfbegriff in den USA
Als Country-Club-Republikaner werden in den USA wohlhabende Angehörige der Republikanischen Partei bezeichnet, welche sich von weniger vermögenden Bürgern deutlich abgrenzen, in gesellschaftlichen Streitfragen wie Abtreibung, Politische Ökologie und Homo-Ehe eher liberale Ansichten aufweisen und in geringerem Maße religiös aktiv sind.
Bei prominenten demokratischen Multimillionären wie Ned Lamont und John Kerry wurden deren Zugehörigkeit zu exklusiven Country Clubs und Wahlkampfauftritte dort von politischen Gegnern kritisiert.